# Рыбальче
Рыба́льче (укр. Риба́льче) — село, расположенное на берегу Днепровского залива Чёрного моря. Относится к Чулаковской сельской общине Скадовского района Херсонской области Украины.
Население курорта по переписи 2001 года составляло 967 человек. Почтовый индекс — 75621. Телефонный код — 5539. Код КОАТУУ — 6522384501.
В селе родился Герой Советского Союза Алексей Контушный.

## Местный совет
Украина, 75621, Херсонская обл., Голопристанский р-н, с. Рыбальче, ул. Набережная, 88.

## Храмы
- Храм Рождества Пресвятой Богородицы (ПЦУ)